# Atelopus longirostris
Atelopus longirostris és una espècie d'amfibi del nord de l'Equador i, possiblement, ja extinta.